# Afonso de Meneses
D. Afonso de Meneses, Mestre Sala d’El-Rei D. João IV de Portugal (28 de Abril de 1646), Cônsul em Lisboa, Capitão-Mor de Monção e comendador de Izeda, na Ordem de Cristo.
É comummente aceite ter sido um dos Quarenta Conjurados que criaram a contra-revolução do 1 de Dezembro de 1640 que restabeleceu a Restauração da Independência de Portugal em relação ao jugo da Dinastia Filipina, de Castela.

## Dados genealógicos
Filho de: 
- Fradique de Meneses, filho 2.º de Pedro de Menezes, 8.º senhor de Cantanhede e sua segunda mulher D. Inês de Zúñiga[3].
- Isabel Henriques, filha de Fernão Nunes Barreto (1557-1597), casado com Maria Henriques (1564-1644), filho de Gaspar Nunes Barreto I e de Isabel Cardoso[4].

Casou comː
- D. Joana Manuela Magalhães e Meneses, herdeira da Torre de Magalhães, Ponte da Barca.[5], Como o seu único irmão, António de Magalhães e Meneses, faleceu, cerca de 1670, sem descendência, os seus bens foram transmitidos à irmã. Eram ambos filhos de Isabel de Aragão e de Constantino de Magalhães de Meneses, filho de António de Magalhães[6].

Tiveramː
- Dr. D. António Luís de Meneses, padre na Congregação de Santa Cruz de Coimbra[7].
- D. Fradique António de Magalhães e Meneses casado com Jerónima Barreto Corte Real, filha de Fernão Nunes Barreto II, morgado de Freiriz[8]. Sem descendência.
- D. João Manuel de Meneses, procurador das Cortes[9], que veio a instalar-se no «arrabalde além da ponte» (Santa Marinha de Arcozelo - Ponte de Lima), que casou com Francisca Luísa Ferreira de Mendonça, natural de Ponte de Lima[10], filha de Francisco Ferreira Furtado de Mendonça, morgado de Argemil, e de Maria de Mendonça Dantas, filha de Gaspar dos Reis Dantas. Foi o herdeiro dos seus irmãos António e Fradique[11].
- Dr. D. José de Meneses, nomeado Bispo do Algarve em 1675 até 1685, transferido para Bispo de Lamego e depois Arcebispo de Braga.[5][12]